# Kurt Siegfried
Kurt Siegfried (* 18. Mai 1873 in Zofingen, Kanton Aargau; † 22. März 1945 ebenda) war ein Schweizer Apotheker, Unternehmer und Autor.

## Leben und Werk
Siegfried war der älteste Sohn des Samuel Benoni Siegfried und der Mathilda Gertrud, geborene Schmitter. Siegfried absolvierte eine Apothekerlehre bei Josef Amselmier (1856–1921) in La Sarraz, Genf und bestand 1895 in Lausanne das Examen als Commis-pharmacien. Danach absolvierte er das Assistenjahr als Defectarius in der Pharmacie de Longenmalle in Genf bei Charles Hahn.
Anschliessend studierte Siegfried an der pharmazeutischen Abteilung der ETH Zürich Naturwissenschaften, insbesondere der Chemie und Pharmazie und erwarb das Diplom als Apotheker. Als Assistent war er danach bei Carl Hartwich (1851–1917) tätig. An der Universität Leipzig unter Johannes Wisliscenus bestand Siegfried 1898 das Chemikerverbandsexamen.
Ab 1902 war Siegfried als wissenschaftlicher und technischer Leiter in die von seinem Vater und dem Teilhaber Johann Dürselen 1873 gegründete chemischen Fabrik Siegfried & Dürselen. 1904 folgte die Umwandlung in eine Aktiengesellschaft. Heute Siegfried Holding.
1905 heiratete Siegfried Johanna Paulina, geborene Senn. Zusammen mit seinem Bruder Paul Albrecht Siegfried (1880–1953) entwickelte er verschiedene Vorschriften zur Herstellung pharmazeutischer Präparate sowie zahlreiche neue Produkte und Analysenmethoden.
Siegfried arbeitete über 40 Jahre am Schweizerischen Arzneibuch mit und war massgebend in den Kommissionen für die Pharmacopoea Helvetica beteiligt. Mit seinem Freund Henri Golaz bearbeitete Siegfried das Gebiet der galenischen Extrakte und Tinkturen und gab mit H. Flück und E. Schlumpf den Pharmakogenetische Atlas der offizinellen Drogen heraus.
Siegfried war Vorstandsmitglied der Schweizerischen Gesellschaft für Chemische Industrie sowie in Syndikat für die Interessen der Schweizerischen Pharmazie. Zudem war er massgebend an der Ausarbeitung der Liste der gewerblichen Gifte beteiligt. Für seine Verdienste um das schweizerische Arzneibuchwesen wurde Siegfried 1930 von der ETH Zürich die Ehrendoktorwürde der Naturwissenschaften verliehen.